# Preamobalka, Bolgrad
Preamobalka (în ucraineană Прямобалка) este un sat în comuna Arciz din raionul Bolgrad, regiunea Odesa, Ucraina.

## Demografie
Componența lingvistică a comunei Preamobalka
     Ucraineană (46,88%)
     Rusă (37,58%)
     Bulgară (10,42%)
     Română (4,1%)
     Alte limbi (0,56%)
Conform recensământului din 2001, nu exista o limbă vorbită de majoritatea populației, aceasta fiind compusă din vorbitori de ucraineană (46,88%), rusă (37,58%), bulgară (10,42%) și română (4,1%).